# Рік Джонатан Ліма Мораїс
Рік Джонатан Ліма Мораїс (порт. Rick Jhonatan Lima Morais), відоміший під коротким прізвиськом Рік (порт. Rick, нар. 2 вересня 1999, Сан-Луїс) — бразильський футболіст, нападник аргентинського клубу «Тальєрес». Виступав також за клуби «Сеара» та «Лудогорець». Дворазовий володар Суперкубка Болгарії, триразовий чемпіон Болгарії та володар Кубка Болгарії.

## Ігрова кар'єра
Рік Джонатан народився 1999 року в місті Сан-Луїс. Розпочав займатися футболом в юнацькій команді клубу «Бока Жуніор», пізніше займався в юнацьких командах клубів «Греміо» та «Сеара». У 2019 році Рік розпочав грати в першій команді клубу «Сеара», в якій виступав до 2021 року, взявши участь у 40 матчах чемпіонату.
У 2022 році бразильський нападник перейшов до болгарського клубу «Лудогорець». У складі команди футболіст тричі поспіль став чемпіоном Болгарії, а також став дворазовим володарем Суперкубка Болгарії та володарем Кубка Болгарії. З початку 2025 року Рік грає у складі аргентинського клубу «Тальєрес».

## Титули і досягнення

### Командні
- Володар Суперкубка Болгарії (2):

«Лудогорець»: 2022, 2023
- Чемпіон Болгарії (3):

«Лудогорець»: 2021–2022, 2022–2023, 2023–2024
- Володар Кубка Болгарії (1):

«Лудогорець»: 2022–2023

### Особисті
- Кращий бомбардир Кубка Болгарії: 2023–2024 (5 голів)